# Nyōbō funshitsu
Nyōbō funshitsu (女房紛失?) è un film del 1928 diretto da Yasujirō Ozu, oggi perduto.

## Produzione
- Sceneggiatura: La sceneggiatura del film fu scritta seguendo precise linee guida della casa produttrice[1], sulla base di un soggetto che vinse un concorso indetto da una rivista specializzata[1].

## Distribuzione
Il film è stato distribuito esclusivamente in Giappone, essendo andato perduto nel corso dei bombardamenti della seconda guerra mondiale.

### Date di uscita
- 15 giugno 1928 in Giappone[2][3]